# Ant Anstead
Anthony Richard „Ant“ Anstead (* März 1979 in Plymouth) ist ein englischer Fernsehmoderator, Automechaniker und Fahrzeugbauer. Er ist vor allem aus der auf DMAX ausgestrahlten Serie Die Gebrauchtwagen-Profis bekannt, bei der er 2017 Edd China als Co-Moderator von Mike Brewer abgelöst hat.

## Ausbildung
Anstead wurde in Plymouth geboren und besuchte nach einem Umzug in Hertford die Schule, später das College in Haileybury, das er mit dem A-Level abschloss.
Danach ging er 1999 in den Polizeidienst, wo er Mitglied einer Tactical Firearms Unit (TFU) in Welwyn Garden City wurde und während seiner Dienstzeit zwei Tapferkeitsauszeichnungen erhielt.
2005 verließ Anstead den Polizeidienst und begann mit der Restaurierung und Nachbau von klassischen Fahrzeuge sowie dem Aufbau automobiler Einzelstücke.
Außerdem spielte er über mehrere Jahre aktiv Fußball in der National League.

## Fernsehkarriere
2014 gründete Anstead seine eigene Fernseh-Produktionsfirma, um seine Serie The World’s Most Expensive Cars zu produzieren. Er war in mehreren Autosendungen zu sehen und moderierte die Livesendung Building Cars Live auf BBC Two. Er ist bei Autoshows zu sehen und tritt als Redner und Motivator bei Schul- und Wohltätigkeitsveranstaltungen auf. Seit 2017 ist Anstead als Partner von Mike Brewer bei den Gebrauchtwagen-Profis zu sehen, wo er Edd China als Co-Moderator ablöste.

## Privatleben
Anstead hat eine Tochter und einen Sohn aus erster Ehe und war ab Herbst 2017 mit der amerikanischen Moderatorin Christina El Moussa liiert, die er im Dezember 2018 heiratete. Der gemeinsame Sohn wurde im September 2019 geboren. Im Herbst 2020 verkündete das Paar seine Trennung. 
Seit 2021 ist Ant Anstead mit der US-Schauspielerin Renée Zellweger zusammen.
Anstead ist Schirmherr des Harrison Fund, einer Hilfsorganisation für Kinder mit Muskeldystrophie Duchenne.